# York (hrabstwo Green)
York – miasto w Stanach Zjednoczonych, w stanie Wisconsin, w hrabstwie Green.